# Rajští z Dubnice
Rajští z Dubnice (německy Reisky von Dubnitz) jsou český vladycký rod, který na počátku 18. století povýšil do panského stavu. Pocházejí z Plzeňska.

## Historie
V 1. polovině 16. století byl Vincent Rajský plzeňským měšťanem, který v roce 1548 obdržel erb a svolení, podle kterého se směl psát s přídomkem z Dubnice podle zpustlé tvrze u Plzně. Jeho synové získali humanitní vzdělání a dva z nich povýšili koncem 16. století do vladyckého stavu. Začátkem 17. století rodina přesídlila na Mostecko, kde postupně získala řadu statků, jako např. Chrámce, Skršín, Boreč, Kamennou Vodu a Korozluky.
Většina příslušníků rodu sloužila v císařské armádě. Další členové rodu působili v guberniálních a krajských úřadech např. jako radové či hejtmané. Výjimkou byl Timotej Rajský (1700–1761), univerzitní rektor olomoucké univerzity a český jezuitský provinciál.
František Václav Rajský († 1741) dosáhl hodnosti plukovníka a v roce 1723 povýšil do panského stavu, stejného povýšení téhož roku dosáhli i jeho bratranci Jiří Leopold Rajský († 1737) a Jan Štěpán Rajský († 1726).
Vincent Rajský (1750–1784) byl dědicem panství a zámku Korozluky, ale majetek prohospodařil a zámek byl v roce 1786 prodán na zaplacení dluhů.
Další František Václav Rajský (1732–1816) dosáhl hodnosti podmaršálka. 
František Xaver Rajský (1786–1839) odešel z armády a na počátku 19. století přesídlil do Polska, kde se oženil s hraběnkou Szeniawskou. Na jeho potomky díky spříznění rodu s rodem Carretto-Millesimů přešlo v roce 1852 panství Vilémov včetně tamějšího zámku. Ten byl za nacistické okupace zabrán Němci a po komunistickém puči v roce 1948 využíván jako základní škola. V roce 1991 zámek získal zpět dědic Vladimír Reiský (1923–2001). Potomci této větve rodu Rajských žijí ve Spojených státech (informace k roku 2020), potomci jiných větví se usídlili např. ve Švédsku nebo v Brazílii.

## Erb
Ve znaku nosili vlka a chrta ve skoku v pravém modrém a levém stříbrném poli.

## Příbuzenstvo
Spojili se s Malovci z Chýnova, Geiselberky, Lažanskými z Bukové, Morziny, Černíny a Carretto-Millesimy.